# Saint-Hilaire-Peyroux
Saint-Hilaire-Peyroux település Franciaországban, Corrèze megyében. Lakosainak száma 997 fő (2022. január 1.). Saint-Hilaire-Peyroux Aubazines, Chameyrat, Cornil, Dampniat, Favars, Malemort, Sainte-Féréole és Saint-Germain-les-Vergnes községekkel határos.

## Népesség
A település népessége az elmúlt években az alábbi módon változott:
| Lakosok száma | 1011 | 787  | 807  | 875  | 956  | 954  | 978  | 1004 | 1009 | 997  |
|               | 1968 | 1982 | 1990 | 2006 | 2013 | 2015 | 2017 | 2019 | 2020 | 2022 |